# 오토파일럿

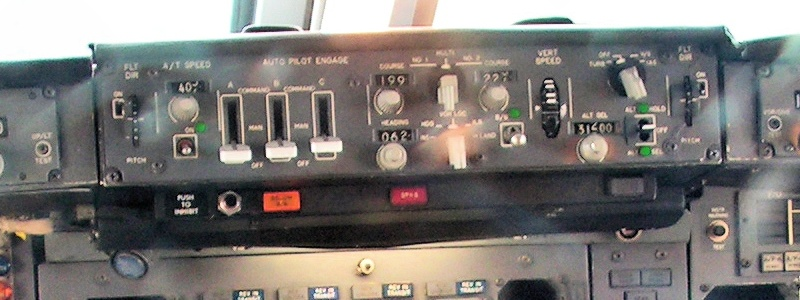
보잉 747-200기의 자동 조종 장치(panel)

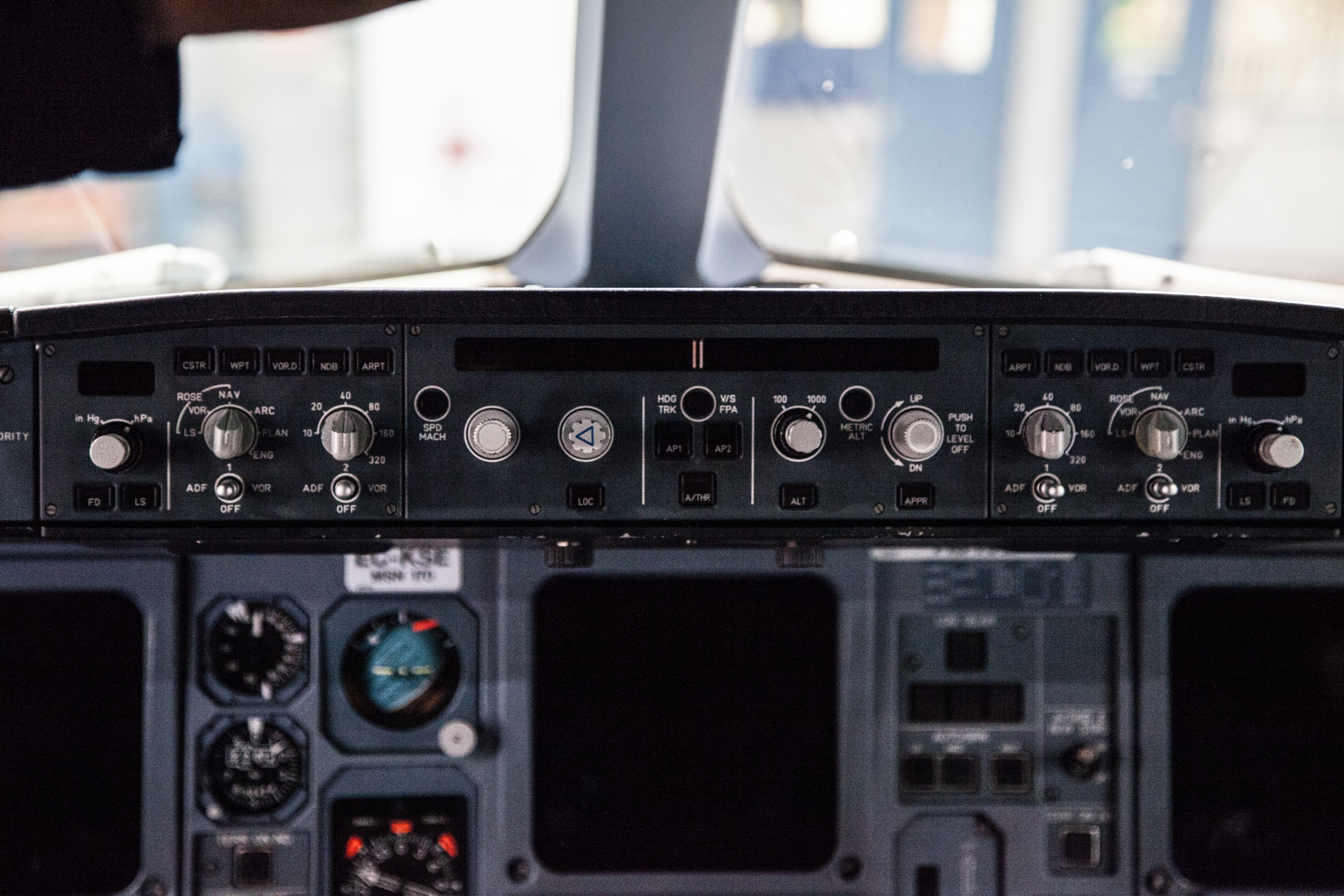
에어버스 A340의 현대적인 비행 제어 장치

자동조종장치(自動--裝置) 또는 오토 파일럿(영어: autopilot, automatic pilot)은 사람(operator)의 지속적인 개입 또는 조작(manual control)을 배제한 채 탈것(vehicle)의 경로를 제어하는 시스템이다. 오퍼레이터(operator)를 대신할 수는 없지만, 제어를 보조하는 수단으로 활용된다.
선박, 항공기 및 우주선 등을 자동으로 조종하기 위한 장치 또는 그러한 장치에 의해 제공되는 '전자제어시스템'(electronic control system)을 의미한다. 사람의 개입 없이 미리 입력한 '방향'과 '자세'(preset heading and attitude)를 유지하기 위해 활용한다.

## 요약
일반적으로 "오토파일럿"이라는 시스템은 여객기를 비롯한 항공기에 도입되고 있으며, 현대 항공기의 전자시스템은 출발 공항에서 목적지 공항까지 레이다 관제로 이륙과 착륙 등 대부분의 단계에서 자동 조종 시스템을 제공하고 있다. 하지만, 이륙 시에는 현재에도 수동으로 조종한다. 자동 정밀접근 및 착륙은 계기착륙장치(ILS)를 활용하며, 조종사가 취득하는 자격의 등급에 따라 사용가능 여부가 달라진다.
이들은 관성 유도 장치와 외부 표식(목표물이 되는 전파 발신기) 등에서 목적지 등에 대한 자신의 상대 위치를 계산하고 이동 경로의 오차를 자동으로 보정하는 것들이다. 조종사는 단순한 진행방향 변경과 순항고도 변경 등 간단한 조작만 하면 되므로 부담이 줄어든다. 항공기가 점점 발전해 조종석이 글래스 칵핏으로 바뀐 뒤에는 항공 기관사를 없애고 2명의 조종사만 칵핏에서 근무하는 것을 기본으로 하며, 순항 중에는 오토파일럿을 사용하고 문제가 발생할 시에만 이를 보정하는 업무를 수행한다.
가장 간단한 오토 파일럿 형태는 자동차에 적용된 크루즈 컨트롤이다. 이 메커니즘은 설정된 속도를 계속 유지하는 기능 밖에 없지만, 그래도 운전자의 부담을 줄이고 있다.
또한 이것은 대형 선박에도 탑재한다. 요트 크루즈에서도 오토 파일럿 장비를 사용하는 경우가 많다. 특히 혼자 항해하는 동안에는 수면 시간 확보 등의 관점에서 필요도가 높다. 요트 크루즈는 대체로 운항 이동 시간이 길고, 이에 따라 인간 조종사가 불면불휴로 조작하고 있을 수 없기 때문에 상황이 허락하는 한 자동운항에 의존한다.
단지 특정 조건에서만 제대로 작동하므로 정상적인 항공기의 순항 고도에서만 사용된다.
이들은 방위 자석 같은 것으로부터 센서와 자이로컴퍼스 같은 자신의 방향이나 상태 등 주위의 상황을 확인하는 기능과 조종 장치의 컨트롤을 조합한 것인데, GPS 위성의 전파를 포착하여 자신의 현재 위치를 측정하여 예정 노선의 오차에서 어떻게 이동하면 해당 오류를 수정할 수 있는지를 판단하는 것도 등장하고 있어 이동 경로를 미리 입력 두면 여러 경로를 순회하며 가는 것도 가능하다.
단지 유사한 기구의 조작 실수로 인한 작동 불량(어느쪽 이었는지 결론은 나와 있지 않지만)으로 대한항공 항공기 격추 사건처럼 비극적인 사건으로 발전한 경우도, 이러한 기기를 무조건 신뢰하는 것은 상당히 위험하다.

## 기술적 장애물
이 장비는 상황이 안정되어 있는 경우, 신뢰할만한 정확성을 가지고 작동 할 수 있는 기기이다(반대로 신뢰 가치가없는 경우 이용되지 않음). 그러나 상황이 급변하는 자동차 운전 등 인간의 운전을 기계 장치로 대체하기 위해서는 높은 기술적 장벽이 존재하며, 이에 대한 개발은 2000년대에 들어서야 논의되기 시작했다.
항공기나 선박의 경우 일정한 고도 이상이나 대양에 나오면 장애물을 맞닥뜨릴  확률은 감소하고, 또 상황이 비교적 안정되어 있기 때문에, 오토 파일럿을 사용한다. 그러나 항공기의 경우 구름 아래와 선박에 있어서 유빙이 있는 해역에서는 오토 파일럿의 운용이 상당히 위험해질 수 있다.
현대의 오토 파일럿은 이중 삼중의 안전 장치도 포함하여 인적 실수에 대해서도 경고하는 등 신뢰성을 담보할 수 있도록 설계되고 있다. 이들은 안전을 최우선으로 충돌 등 비상상황에서 보다 안전한 해결 조치를 취할 수 있도록 설계되고 있다.
한발 더 나아가서, 인공 지능 기능의 자동 제어가 존재한다. 이것은 일종의 로봇(인간의 일을 대행하는 기계)에서 로봇 카레이스 같은 다양한 상황을 실시간으로 판단하여 이동하도록 계획의 개발과 시험도 계속되고 있다.

## 같이 보기
- 계기착륙장치(ILS)
  - 글라이드 슬롭(Glide Slope)
  - 글라이드 패스(Glide Path)
  - 로컬라이저(Localizer)
- 계기 비행(IFR)
- 시계 비행(VFR)
- 대피 슬라이드(영어판)
- 항공기

1. ↑  /“Automated Flight Controls” (PDF). 《faa.gov》. Federal Aviation Administration. 2014년 2월 20일에 확인함.